# Lorenzo Cybo
Lourenço Cybo (em italiano:  Lorenzo Cybo; 20 de julho de 1500 - 14 de março de 1549) foi um nobre e general italiano, pertencente à família Cybo, que veio a ser duque de Ferentillo.
Nascido em Sampierdarena (na atual Génova), era filho de Franceschetto Cybo e Madalena de Médici, filha de Lourenço de Médici. Era familiar próximo de vários membros da hierarquia da Igreja católica, entre os quais se contam os Papas Leão X, seu tio materno, e Inocêncio VIII, seu avô paterno.

## Casamento
Leão X incitou-o a casar-se com Ricarda (Ricciarda), a aspirante a herdeira (na ausência de irmãos rapazes) da família Malaspina, que governava os estados de Massa e Carrara. O casamento realizou-se em 14 de maio de 1520, e deu origem à nova dinastia Cybo-Malaspina. Os Cybo-Malaspina sucederam-se continuamente no Ducado de Massa e Carrara até finais do Século XVIII.

## Descendência
Do seu casamento com Ricarda Malaspina, Lourenço teve três filhos que usaram o apelido Cybo-Malaspina:
1. Leonor (Eleonora), (1523 - 1594), que casou primeiro com Gian Luigi Fieschi, Conde de Lasagna e Sr. de Pontremoli e Torriglia; e em segundas núpcias com Gianludovico "Chiappino" Vitelli, Marquês de Cetona;
2. Júlio (Giulio) (1525 - 1548), Marquês de Massa e Senhor de Carrara de 1546 a 1547 sem reconhecimento imperial, depois de expulsar à força a mãe; sem geração;
3. Alberico I (Alberico) (1534 -  1623), sempre considerado legítimo, mas provavelmente filho natural do cardeal Inocêncio Cybo, irmão de Lorenzo; Marquês (depois Príncipe) de Massa e Senhor (depois Marquês) de Carrara de 1553 a 1623[2]. Com geração dos seus dois casamentos.

Lourenço teve ainda um filho natural:
- Otávio (Ottavio), Jurista, morreu depois de 1580 e está sepulto na igreja de Santa Maria sopra Minerva, em Roma.

## Carreira política
Em 25 de julho de 1519, Lourenço herdou o feudo da família de seu pai, o Condado de Ferentillo, nos Estados Pontifícios, governando-o até à morte.
Depois de uma breve passagem pela Corte de França foi, a  partir de 1524 governador de Spoleto e, desde 1530, comandante-general dos Estados Pontifícios , graças à influência familiar (o seu avô e o seu tio foram papas, assim como o seu primo Clemente VII; seu irmão Inocêncio Cybo era cardeal-sobrinho, assim como vários dos seus outros primos). 
De 1530 a 1541 foi Marquês de Massa e Senhor de Carrara em condomínio com a sua esposa, que no entanto acabou por conseguir a revogação da investidura do marido pelo imperador Carlos V. Lourenço apoiou então o seu filho mais velho, Júlio, nas suas repetidas tentativas de destronar a mãe, até à sua decapitação em Milão em 1548, sob a acusação de traição contra Carlos V.
Lourenço morre em Agnano, perto de Pisa, na altura já uma possessão dos florentinos, em 14 de março de 1549.